# 聖霊会
聖霊会（しょうりょうえ）は、聖徳太子ゆかりの寺である四天王寺で催される聖徳太子命日（旧暦2月22日）の大法要である。

## 概要
四天王寺の最も重要な行事の一つで、俗に「おしょうらい」と呼ばれ、古来千年の伝統と格式を誇り、難波芸能を伝える貴重な行事である。四天王寺では毎年4月22日（江戸時代までは旧暦の2月22日に実施）に聖霊会が催され、境内六時堂前にある石舞台で披露される聖霊会の舞楽は、三方楽所天王寺方の伝統を受け継ぐものであり、1977年に重要無形民俗文化財に指定された。聖霊会をはじめ、経供養など四天王寺の大きな行事で催される舞楽を「天王寺舞楽」とよび、『徒然草』でも高く評価する記述が見られる。舞楽は天王寺方楽人によって伝えられてきたが、1884年（明治17年）以降は雅亮会によって伝承されている。
なお、同じく聖徳太子ゆかりの寺である法隆寺では、例年は聖徳太子の（旧暦にあわせた）祥月命日にあたる3月22日〜24日に「お会式」が行われ大法要は行われないが、とくに10年に1度行われる大法要（大会式）は「聖霊会」とよばれ、やはり三方楽所南都方の伝統を受け継ぐ舞楽が奉納される。

## 式次第
現在は半日間の催しだが、昔は寅の一点(午前4時)に始まり、12番半(25曲)の舞楽を舞い、終日かかって行われた。
江戸時代（明治3年まで）には、門外にある太子堂での四箇法要（唄、散花、梵音、錫杖という四つの声明曲を具備した法要）の前半を行なったのち、楽人・衆僧らの右方・左方の行進により聖徳太子像と仏舎利が境内の六時堂に渡御、安置され、堂の前で舞楽を伴う法要があり、その後、本尊への奉納と参詣者の娯楽をかねて演奏される「入調」と呼ばれる舞楽が十数曲行われ、再び太子堂へ還御し四箇法要の後半を行うという組み合わせだったが、現在は、六時堂の前の舞台で総礼伽陀という声明曲が唱えられたのち舞楽が行われる舞楽法要部分のみを執り行うものとなっている。